# Лилов, Александр Ильич
Алекса́ндр Ильи́ч Лило́в (1832—1890) — писатель, публицист, педагог Российской империи, директор 2-й Тифлисской классической гимназии. Действительный статский советник.

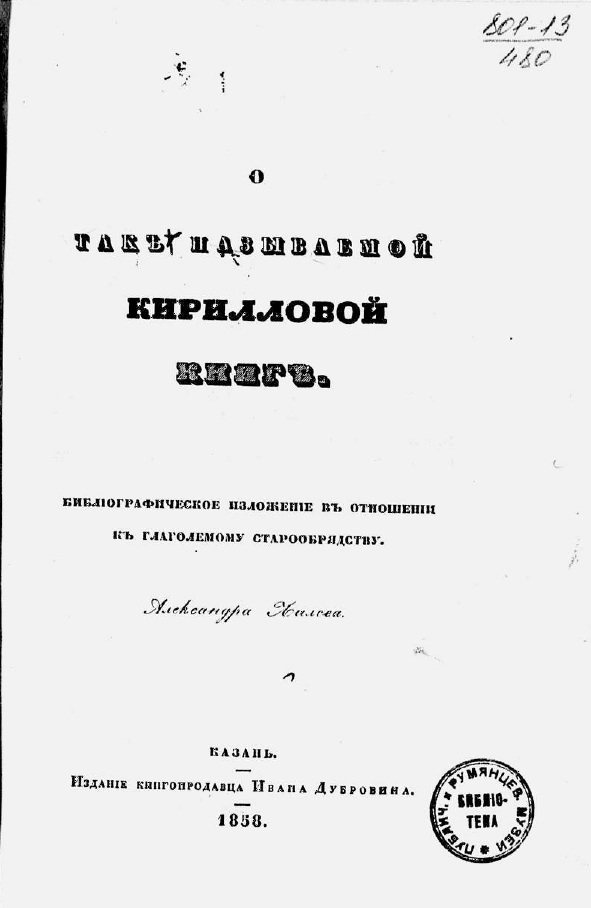
Титульный лист сочинения Лилова
«О так называемой Кирилловой книге: Библиографическое изложение в отношении к глаголемому старообрядчеству»

## Биография
Родился в 1832 году в семье сельского священника Сергачского уезда Нижегородской губернии. Имел брата Николая (?—1899), протоиерея Крестовоздвиженского собора. 
Первоначальное образование получил в Нижегородской духовной семинарии (1852). Затем учился в Казанской духовной академии. Как писал П. В. Знаменский, 

в течение всего курса студент Лилов отличался изумительным трудолюбием, которое было отличительной чертой его характера и во всей последующей его жизни, и замечательным многознанием, особенно по части языков. Такого полиглотта академия не помнила между студентами со времени студенчества Н. И. Ильминского
С 1855 года в академии славянскую палеографию преподавал В. И. Григорович и Лилов приобрёл у него такие обширные сведения, что был рекомендован своим учителем как преемник на кафедру; в ноябре 1856 года был удостоен степени магистра и оставлен при академии бакалавром греческого языка и палеографии. В 1858 году он был переведён на кафедру философии для преподавания психологии и метафизики.
Вскоре, 11 октября 1858 года, он подал прошение о выходе из духовного звания, а в июле 1859 года подал прошение об увольнении от духовно-учебной службы. Уволенный из академии 5 октября 1859 года, он перешёл на службу в Министерство народного просвещения и посвятил себя педагогической деятельности на Кавказе. Был надзирателем при пансионе Ставропольской гимназии, учителем латинского языка, затем — старшим учителем русской словесности 1-й Тифлисской гимназии, инспектором Ставропольской гимназии (с 1869).
При открытии в 1874 году 2-й Тифлисской классической гимназии был назначен её директором и оставался в этой должности до самой смерти от чахотки, последовавшей 20 апреля (2 мая) 1890 года («Русский биографический словарь» указывает датой смерти 22 апреля).
Осуществляя педагогическую деятельность, Лилов внимательно следил за общественными вопросами и принимал участие в их разрешении и посвятил часть своей деятельности кавказской журналистике. В газете «Кавказ», при издании её Н. И. Вороновым (1877—1881), он заведовал политическим отделом, а также работал в «Филологических записках» и «Русском богатстве». Ему же Кавказ обязан многими этнографическими очерками и статьями, которые он помещал в «Кавказе» и в «Сборнике материалов для описания местностей и племен Кавказа». В «Православном собеседнике» было напечатано несколько исследований Лилова по истории юго-запада России, а также его описание соловецкой библиотеки. Им был издан учебник для совместного изучения русского и латинского языка (Тифлис, 1876). Самая крупная из учёных работ Лилова — «О так называемой Кирилловой книге: Библиографическое изложение в отношении к глаголемому старообрядчеству» — является одним из ценных пособий по истории старообрядчества.

## Сочинения
- О зловредных действиях иезуитов в отношении к православной церкви в России в конце XVI и в начале XVII века. — Казань: тип. Губ. правл., 1856
- О так называемой Кирилловой книге: Библиографическое изложение в отношении к глаголемому старообрядчеству. — Казань: И. Дубровин, 1858

Также в «Православном собеседнике» были напечатаны его исследования:
- Князь Константин Острожский (1858)
- Начало унии в юго-западной России (1858)
- Взгляд на христианский характер славянских племён (1859)
- Библиотека Соловецкого монастыря (1859)